# Coupe de Russie 2021
Navigation
Édition précédente Édition suivante
La Coupe de Russie est une compétition internationale de patinage artistique qui se déroule en Russie au cours de l'automne. Elle accueille des patineurs amateurs de niveau senior dans quatre catégories: simple messieurs, simple dames, couple artistique et danse sur glace. En 2021 elle s'appelle également Coupe Rostelecom (Rostelecom Cup en anglais).
La vingt-sixième Coupe de Russie est organisée au centre de patinage artistique Iceberg de Sotchi du 26 au 28 novembre 2021. Elle est la sixième compétition du Grand Prix ISU senior de la saison 2021/2022.

## Résultats

### Messieurs
| Rang | Nom                 | Pays       | Points | Programme court | Programme court | Programme libre | Programme libre |
| ---- | ------------------- | ---------- | ------ | --------------- | --------------- | --------------- | --------------- |
| 1    | Moris Kvitelashvili | Géorgie    | 266.33 | 2               | 95.37           | 3               | 170.96          |
| 2    | Mikhail Kolyada     | Russie     | 264.64 | 4               | 84.48           | 1               | 180.16          |
| 3    | Kazuki Tomono       | Japon      | 264.19 | 1               | 95.81           | 5               | 168.38          |
| 4    | Roman Sadovsky      | Canada     | 253.80 | 3               | 84.59           | 4               | 169.21          |
| 5    | Matteo Rizzo        | Italie     | 250.47 | 9               | 77.45           | 2               | 173.02          |
| 6    | Evgeni Semenenko    | Russie     | 246.66 | 7               | 81.00           | 6               | 165.66          |
| 7    | Camden Pulkinen     | États-Unis | 237.97 | 5               | 83.47           | 9               | 154.50          |
| 8    | Mark Kondratiuk     | Russie     | 231.88 | 11              | 74.16           | 8               | 157.72          |
| 9    | Keiji Tanaka        | Japon      | 229.75 | 10              | 76.69           | 10              | 153.06          |
| 10   | Michal Březina      | Tchéquie   | 219.59 | 6               | 82.31           | 11              | 137.28          |
| 11   | Nika Egadze         | Géorgie    | 210.17 | 12              | 50.35           | 7               | 159.82          |
| 12   | Brendan Kerry       | Australie  | 204.19 | 8               | 80.48           | 12              | 123.71          |

### Dames
| Rang | Nom                    | Pays        | Points | Programme court | Programme court | Programme libre | Programme libre |
| ---- | ---------------------- | ----------- | ------ | --------------- | --------------- | --------------- | --------------- |
| 1    | Kamila Valieva         | Russie      | 272.71 | 1               | 87.42           | 1               | 185.29          |
| 2    | Elizaveta Tuktamysheva | Russie      | 229.23 | 2               | 80.10           | 3               | 149.13          |
| 3    | Maiia Khromykh         | Russie      | 219.69 | 5               | 64.72           | 2               | 154.97          |
| 4    | Mariah Bell            | États-Unis  | 210.35 | 3               | 69.37           | 4               | 140.98          |
| 5    | Loena Hendrickx        | Belgique    | 203.69 | 6               | 64.44           | 5               | 139.25          |
| 6    | Madeline Schizas       | Canada      | 192.14 | 4               | 67.82           | 7               | 124.32          |
| 7    | Viktoriia Safonova     | Biélorussie | 185.64 | 9               | 58.19           | 6               | 127.45          |
| 8    | Rino Matsuike          | Japon       | 184.36 | 7               | 62.98           | 8               | 121.38          |
| 9    | Ekaterina Kurakova     | Pologne     | 175.64 | 11              | 56.43           | 9               | 119.21          |
| 10   | Ekaterina Ryabova      | Azerbaïdjan | 175.24 | 8               | 58.87           | 10              | 116.37          |
| 11   | Eva-Lotta Kiibus       | Estonie     | 163.11 | 12              | 49.26           | 11              | 113.85          |
| 12   | Olga Mikutina          | Autriche    | 161.09 | 10              | 57.09           | 12              | 104.00          |

### Couples
| Rang | Nom                                     | Pays       | Points | Programme court | Programme court | Programme libre | Programme libre |
| ---- | --------------------------------------- | ---------- | ------ | --------------- | --------------- | --------------- | --------------- |
| 1    | Anastasia Mishina / Aleksandr Galliamov | Russie     | 226.98 | 2               | 73.64           | 1               | 153.34          |
| 2    | Daria Pavliuchenko / Denis Khodykin     | Russie     | 212.59 | 1               | 73.91           | 2               | 138.68          |
| 3    | Yasmina Kadyrova / Ivan Balchenko       | Russie     | 193.58 | 3               | 69.39           | 3               | 124.19          |
| 4    | Audrey Lu / Misha Mitrofanov            | États-Unis | 186.16 | 4               | 64.97           | 4               | 121.19          |
| 5    | Kirsten Moore-Towers / Michael Marinaro | Canada     | 177.72 | 7               | 58.95           | 5               | 118.77          |
| 6    | Ioulia Chtchetinina / Márk Magyar       | Hongrie    | 175.80 | 5               | 63.99           | 7               | 111.81          |
| 7    | Nicole Della Monica / Matteo Guarise    | Italie     | 172.85 | 6               | 59.92           | 6               | 112.93          |
| 8    | Miriam Ziegler / Severin Kiefer         | Autriche   | 163.80 | 8               | 58.53           | 8               | 105.27          |

### Danse sur glace
| Rang | Nom                                          | Pays       | Points | Danse rythmique | Danse rythmique | Danse libre | Danse libre |
| ---- | -------------------------------------------- | ---------- | ------ | --------------- | --------------- | ----------- | ----------- |
| 1    | Victoria Sinitsina / Nikita Katsalapov       | Russie     | 211.72 | 1               | 86.81           | 1           | 124.91      |
| 2    | Charlène Guignard / Marco Fabbri             | Italie     | 203.71 | 2               | 79.56           | 2           | 124.15      |
| 3    | Laurence Fournier Beaudry / Nikolaj Sørensen | Canada     | 191.40 | 3               | 76.39           | 3           | 115.01      |
| 4    | Sara Hurtado / Kirill Khaliavin              | Espagne    | 189.94 | 4               | 75.94           | 4           | 114.00      |
| 5    | Kaitlin Hawayek / Jean-Luc Baker             | États-Unis | 187.62 | 5               | 73.72           | 5           | 113.90      |
| 6    | Anastasia Skoptsova / Kirill Aleshin         | Russie     | 180.93 | 6               | 71.95           | 6           | 108.98      |
| 7    | Allison Reed / Saulius Ambrulevičius         | Lituanie   | 177.88 | 7               | 71.43           | 8           | 106.45      |
| 8    | Elizaveta Khudaiberdieva / Egor Bazin        | Russie     | 177.51 | 8               | 71.05           | 7           | 106.46      |

## Source
- Résultats de la Coupe de Russie 2021